# Mesoleberis
Mesoleberis is een geslacht van uitgestorven kreeftachtigen uit de klasse van de Ostracoda (mosselkreeftjes).

## Soorten
- Mesoleberis hollandica Kornicker, van bakel, Fraaije & Jagt, 2006 †